# R-12 (missile)
L'R-12 (nome in codice NATO: SS-4 Sandal) è stato un missile balistico sovietico (indice GRAU 8K63). Si trattò del primo sistema d'arma del Paese socialista ad utilizzare un propellente stoccabile all'interno. Da questo venne realizzata anche una versione ideata per essere lanciata da un silo protetto, chiamata R-12U (indice GRAU 8K63U). Entrati in servizio a partire dalla fine degli anni cinquanta, furono definitivamente radiati nel maggio 1990.

## Storia

### Sviluppo
Lo sviluppo di un nuovo missile balistico venne autorizzato dalle autorità sovietiche il 13 agosto 1955. In particolare, l'OKB-586 di Michail Kuz'mič Jangel' fu incaricato di portare avanti le relative ricerche.
Il risultato fu l'R-12, che venne lanciato per la prima volta presso il poligono di Kapustin Yar il 22 giugno 1957. I test furono condotti fino al 1959, anno in cui il sistema d'arma venne ufficialmente accettato in servizio dalle forze armate (fonti occidentali ritengono che in realtà questo sia avvenuto l'anno precedente).
A partire dal settembre 1959, comunque, furono condotti una serie di lanci sperimentali di R-12 basati all'interno di silos corazzati. In seguito al buon esito di questi, il 30 maggio 1960, fu autorizzato lo sviluppo di una versione ottimizzata per l'impiego da silo. Il nuovo missile, chiamato R-12U Dvina, fu lanciato per la prima volta il 30 dicembre 1961, e fu accettato in servizio il 30 maggio 1963, tre anni esatti dopo l'inizio dei lavori.

### Impiego operativo
L'R-12 fu mostrato per la prima volta in pubblico nel novembre 1960, e ricevette la codifica NATO di SS-4 Sandal.
L'SS-4 divenne famoso con la crisi dei missili di Cuba, del 1962, ma fu solo qualche anno dopo, nel 1964-1966, che si raggiunse il massimo numero di esemplari schierarti (608). Quindi, si trattò del sistema che costituì la principale minaccia strategica per l'Europa occidentale. A partire dal 1968, comunque, iniziò il ritiro di questi missili, che proseguì per tutti gli anni settanta. Comunque, quando fu ratificato il Trattato INF, vi erano ancora parecchie decine di esemplari disponibili. Compreso tra i missili vietati da tale trattato (tutti quelli tra i 500 ed i 5.500 km di gittata), iniziò la demolizione dei 149 esemplari superstiti nel 1988, presso il complesso di Lesnaja. Il processo si concluse il 22 maggio 1990, quando venne smantellato anche l'ultimo esemplare.

## Descrizione tecnica
L'SS-4 Sandal era un missile balistico a singolo stadio, in grado di coprire distanze di circa 2.000 km.
Si trattò del primo sistema strategico sovietico ad utilizzare un propellente stoccabile all'interno ed un sistema di guida inerziale completamente autonomo.
Tra le due versioni in pratica l'unica vera differenza era che la prima poteva essere lanciata solo da piattaforme all'aperto, mentre la seconda poteva essere impiegata anche da silos corazzati.
In generale, la lunghezza di un SS-4 era compresa tra i 22,1 ed i 22,7 m, con un diametro di 1,65 ed un peso al lancio tra i 41.700 (R-12) ed i 42.200 kg (R-12U).
L'armamento era costituito da una singola testata nucleare con una potenza compresa tra gli 1 ed i 2,3 megatoni, del peso massimo di 1.630 kg.
L'impianto propulsivo era costituito da quattro motori a propellente liquido con una comune unità turbopompa. Questi erano degli RD-214, progettati da Valentin Petrovič Gluško tra il 1955 ed il 1957.
Il sistema di lancio era a caldo, con una gittata massima di 1.800-2.000 km. Il margine di errore di 1.500-3000 m per gli occidentali e di 5.000 per i sovietici. Il sistema di guida era di tipo inerziale autonomo.